# Firoga

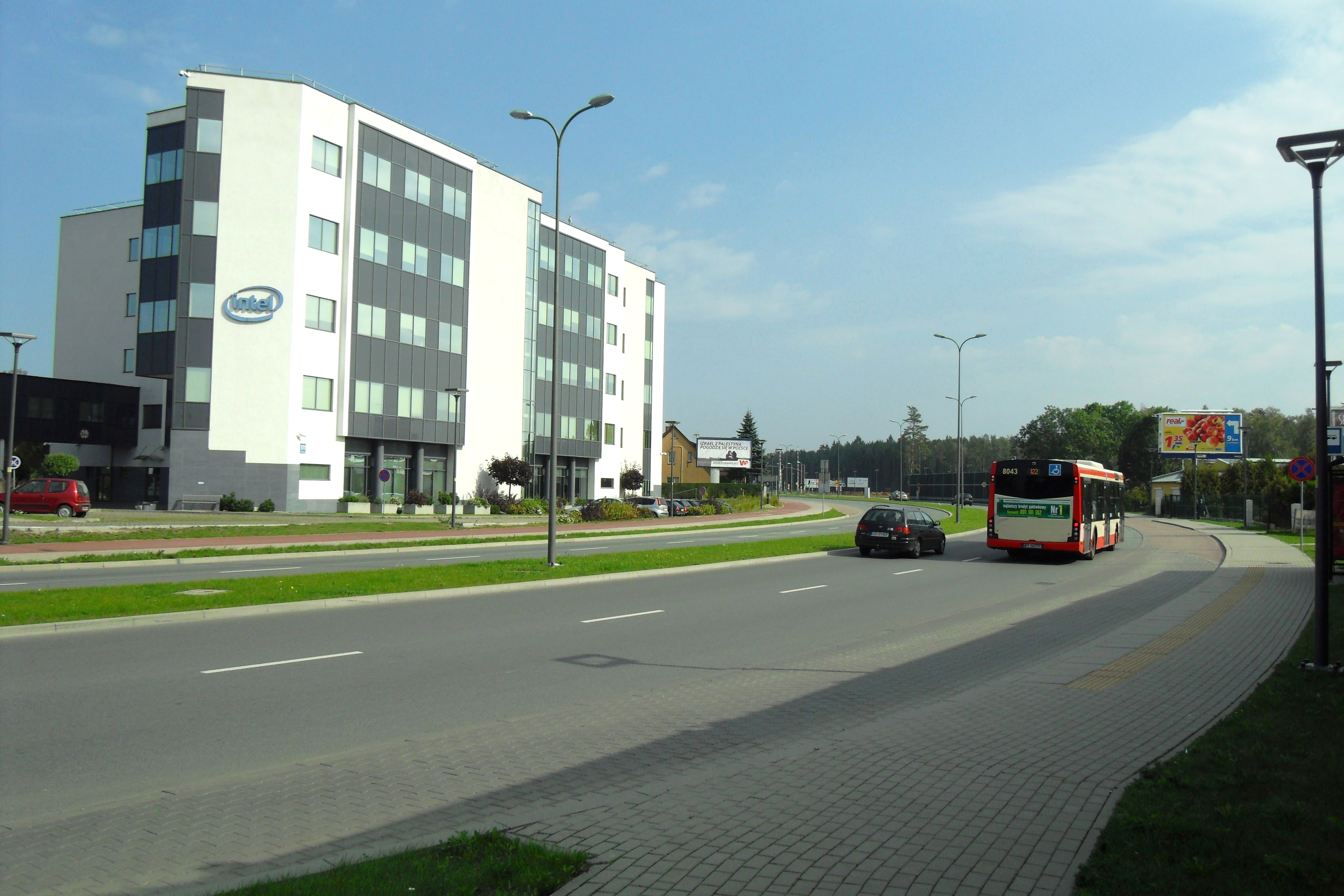
Firoga, ul. Słowackiego

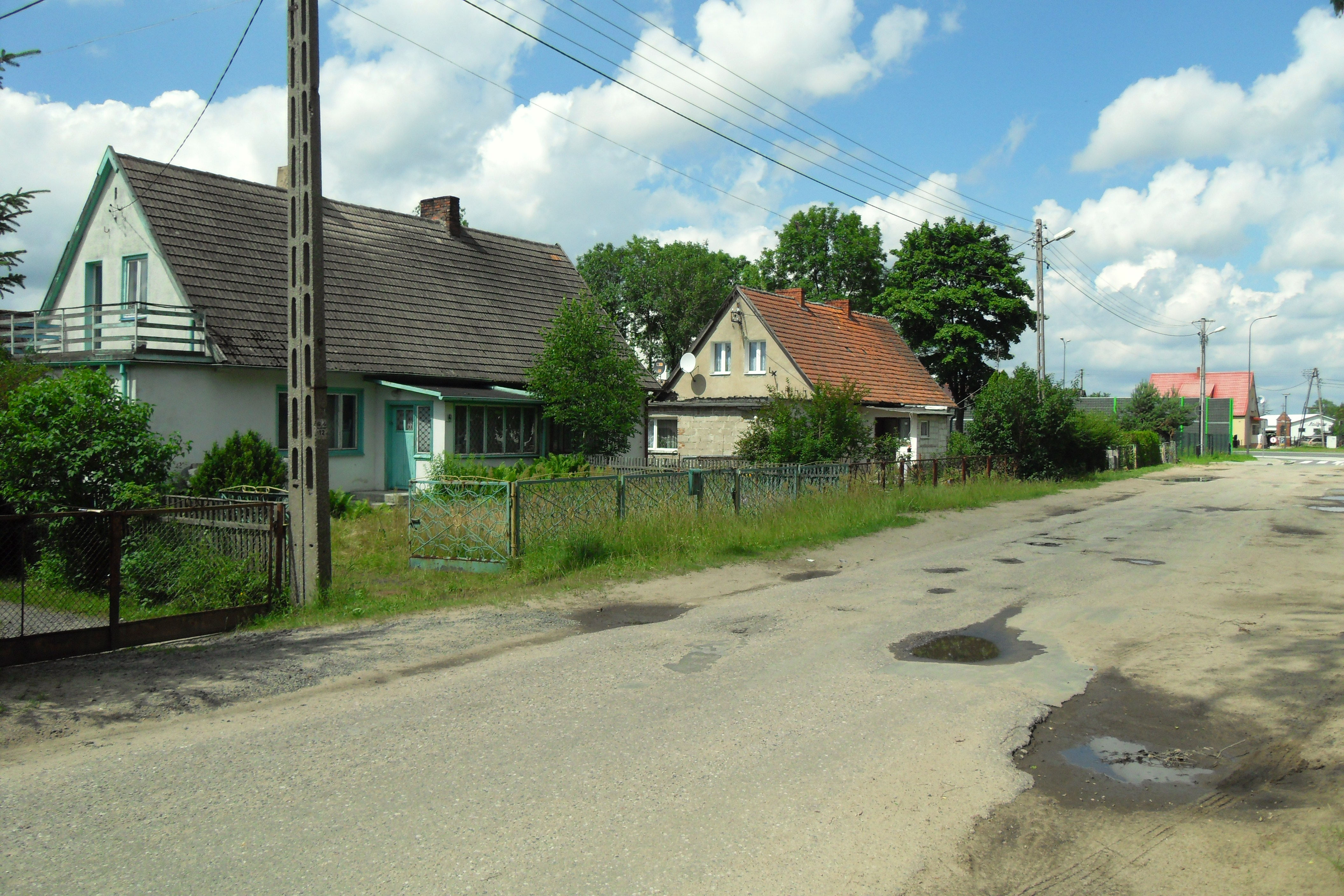
Firoga

Firoga (kaszb. Firoga, niem. Viereck, dawniej Firoka) – osiedle w Gdańsku, na obszarze dzielnicy Matarnia i w bezpośrednim sąsiedztwie portu lotniczego im. Lecha Wałęsy. Od północy i wschodu graniczy z osiedlem Klukowo, a od zachodu z Rębiechowem. Od południa zaś graniczy z Bysewem, do którego historycznie należy.
Nazwa Firoga jest kaszubską kalką nazwy niemieckiej Viereck: vier – skaszubione fir (cztery) + eck (róg).
Na obszarze osiedla powstała infrastruktura towarzysząca (między innymi parkingi) sąsiedniego lotniska. Przed powstaniem portu lotniczego Firoga znajdowała się na trasie łącznicy kolejowej Osowa-Kokoszki (linia kolejowa nr 235).
W latach 1954–1972 wieś należała i była siedzibą władz gromady Firoga. 1 stycznia 1973 Firoga została włączona w granice administracyjne Gdańska. 
Połączenie z centrum i innymi dzielnicami miasta zapewniają autobusy komunikacji miejskiej (linie 110, 122, 210). Główną drogą komunikacyjną jest ul. Słowackiego, która m.in. umożliwia połączenie z pobliską obwodnicą Trójmiasta. Przez osiedle przebiega linia Pomorskiej Kolei Metropolitalnej, która od 2015 umożliwia połączenia komunikacyjne z przystanku Gdańsk Port Lotniczy, a od grudnia 2022 czynny jest przystanek Gdańsk Firoga.
W Firodze powstał kompleks biurowy Allcon@Park (łączna powierzchnia najmu netto około 18 500 m²) oraz jeden z dwóch gdańskich hoteli Hilton.